# Ардра

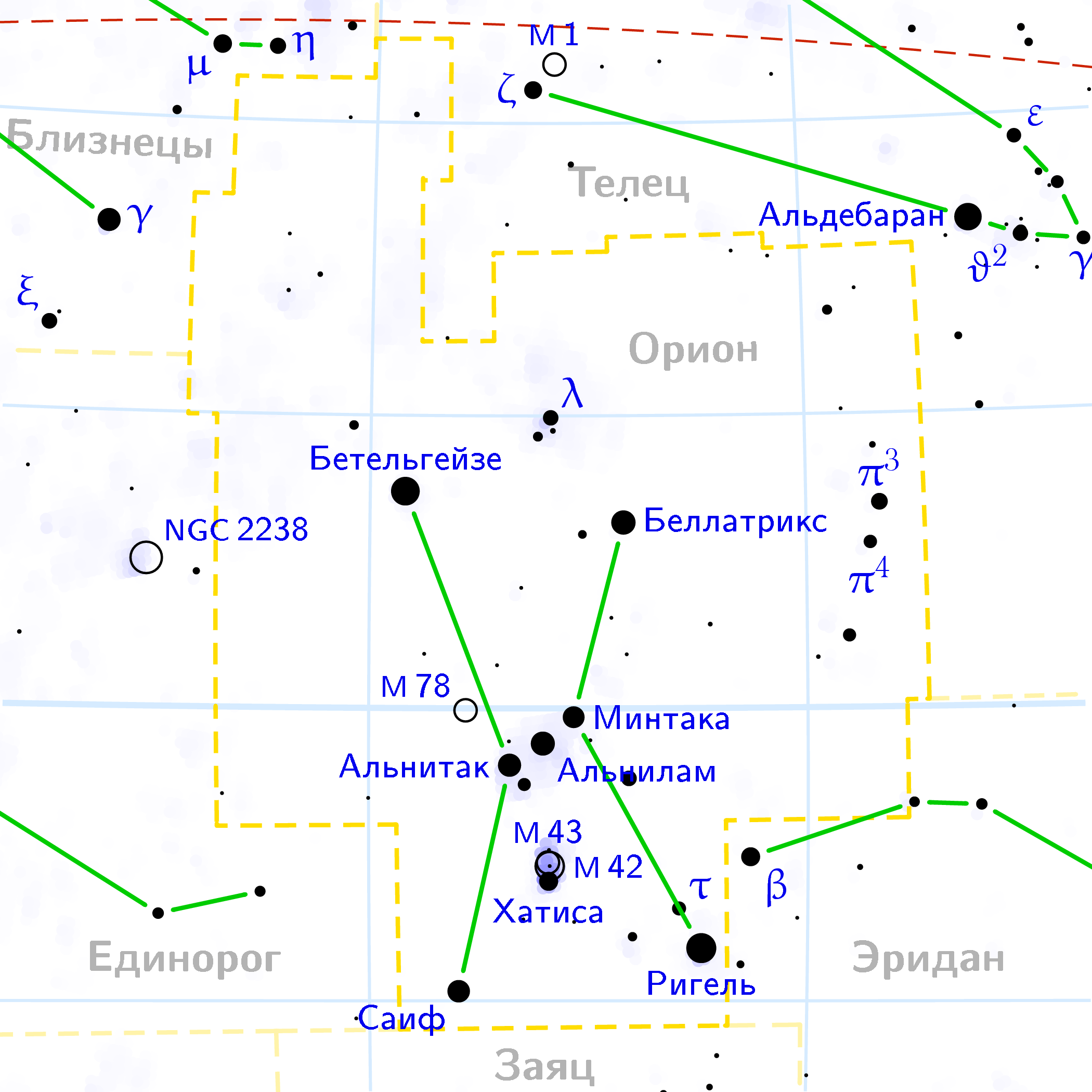
Созвездие Ориона в котором расположена накшатра Ардра

Ардра (санскр. आर्द्रा, IAST: Ārdrā, «зеленый», «влажный») — это шестая накшатра из классического списка лунного цикла в индуистской астрологии, склонение от +6° 40′ до +20° Митхуна раши, соответствует звезде Бетельгейзе (α Ori, склонение +07° 24′ 25″) в созвездии Ориона.

## Другие названия
Ардра имеет разные названия в зависимости от языковых, культурных и религиозных традиций:
- Арудра на телугу ఆరుద్ర, транс.: Arudra
- Тируватирай на там. திருவாதிரை, транс.: Tiruvātirai
- Макерьям на малаял. മകേഏര്യമ്, транс.: Makēryam
- Лаг па на тиб. ལག་པ།, Вайли: lag pa, перевод: «Рука»
- Шэнь сю на кит. 參宿[англ.], Пиньинь: Shēn xiù, перевод: «Три»

## Описание
В сидерический период обращения Луны (лунный год) это шестая стоянка с проекцией на звезде Бетельгейзе (α Ori) в созвездии Ориона на видимой части звездного неба.
- Управителем[3] этой накшатры является планета Раху (северный узел Луны)
- Символы[3] — слеза, алмаз, человеческая голова
- Божество[4] — Рудра — божество бури

В индийском зодиаке данная часть сидерического периода соответствует месяцу Митхуна. В западном зодиаке соответствует склонению от +2° 40′ до +16° в зодиакальном созвездии Близнецов.

## Традиции
Традиционные индийские имена определяются тем, в какой паде (четверти) накшатры находился Асцендент ASC (Лагна) во время рождения ребёнка. Каждая из накшатр занимает 13° 20′ эклиптики и делится на па́да (четверти) по 3° 20′. В случае с накшатрой Ардра имя будет начинаться со следующих слогов:
|              | 1-я пада | 2-я пада  | 3-я пада     | 4-я пада |
| ------------ | -------- | --------- | ------------ | -------- |
| Начало имени | कु Ку     | घ Гха/Кха | ङ Нга/На/Анг | छ Чха    |